# Nagylapos (Gyomaendrőd)
Nagylapos Gyomaendrőd egyik településrésze a várostól északi irányban – Endrőd központjától körülbelül 6, Gyomáétól csaknem 10 kilométerre –, a 46-os főút és a 120-as számú Szolnok–Békéscsaba–Lőkösháza-vasútvonal mentén. A vasútnak egy megállási pontja is van itt (Nagylapos megállóhely), amely a városrész északkeleti szélén található, közúti elérését a 46-os főútból kiágazó 42 331-es számú mellékút biztosítja.

## Fekvése
Nagylapos Gyomaendrőd Endrőd nevű városrészétől északi-északnyugati irányban terül el, a Hármas-Köröstől északi irányban, nem messze Békésés Jász-Nagykun-Szolnok vármegye határától, de még a Békési vármegyei oldalon.

## Története
Nagylapos eredetileg Endrődhöz tartozott, annak V. kerületét alkotta annak Gyomával történő 1982-es egyesítéséig. Onnantól kezdve Gyomaendrőd része. Nagylaposon található a híres Birkacsárda, ahol rendkívül ízletes birkapörköltet lehet enni más helyi ételspecialitások mellett.

## Népesség
Nagylaposon 172 az állandó lakosok száma.